# Gesetz der Verteilung rhythmischer Einheiten verschiedener Länge
In der Sprachwissenschaft wird die Länge rhythmischer Einheiten danach bestimmt, wie viele Silben zwischen zwei betonten Silben in einem Satz oder Text vorkommen. Folgen zwei betonte Silben aufeinander, hat man eine rhythmische Einheit der Länge 1; sind zwei betonte Silben durch eine unbetonte getrennt, hat man eine rhythmische Einheit der Länge 2 etc.

## Zur Gesetzmäßigkeit der Verteilung rhythmischer Einheiten
Untersuchungen zur Verteilung rhythmischer Einheiten verschiedener Längen gehen auf den deutschen Psychologen Karl Marbe (1904) zurück. Seine Schüler und Kollegen haben diese Forschungen an mehreren Sprachen fortgeführt. Sie wurden im Göttinger Projekt Quantitative Linguistik wieder aufgegriffen und daraufhin getestet, ob sie sich entsprechend einem Sprachgesetz verhalten, nicht immer mit guten Ergebnissen. Für die Erhebungen, die Marbe selbst an je einem Text von Goethe und Heine durchgeführt hat, und für neue Untersuchungen an weiteren Texten kann man aber zeigen, dass rhythmische Einheiten im Text dem gleichen Sprachgesetz unterliegen wie etwa die Wortlängen. Dies gilt auch für 6 deutsche Text(konvolut)e, die Bianchi 1922 erarbeitet hat. Bei altgriechischen Texten, die schon Albert Thumb bearbeitete, konnte die geometrische Verteilung erfolgreich verwendet werden. Weitere Ergebnisse: Bei rund 50 deutschen und 30 englischen Texten hat sich die Hyperpoisson-Verteilung als Modell bewährt, bei 20 russischen Texten die Binomialverteilung.
Es handelt sich in allen Fällen um Verteilungen, die unter etwas verschiedenen Annahmen aus ein und demselben Ansatz heraus abgeleitet werden können.

## Ein Beispiel
Ein Beispiel für eine Verteilung rhythmischer Einheiten verschiedener Länge (gemessen als Zahl der unbetonten Silben zwischen zwei betonten) in einem kurzen Pressetext:
| x | n(x) | NP(x)  |
| - | ---- | ------ |
| 1 | 20   | 20,29  |
| 2 | 113  | 110,45 |
| 3 | 111  | 114,49 |
| 4 | 69   | 65,58  |
| 5 | 22   | 25,95  |
| 6 | 10   | 7,85   |
| 7 | 2    | 2,40   |

(Dabei ist x: Zahl der unbetonten Silben zwischen zwei betonten, beginnend mit x = 1 für das Fehlen einer unbetonten Silbe zwischen zwei betonten, x = 2 für das Vorkommen einer unbetonten Silbe zwischen zwei betonten, undsoweiter; n(x) die in diesem Text beobachtete Zahl der rhythmischen Einheiten mit x unbetonten Silben; NP(x) die Zahl der rhythmischen Einheiten mit x unbetonten Silben, die berechnet wird, wenn man die Hyperpoisson-Verteilung an die beobachteten Daten anpasst. Ergebnis: die Hyperpoisson-Verteilung ist für diesen Text ein gutes Modell mit dem Testkriterium P = 0,81, wobei P als gut erachtet wird, wenn es größer/gleich 0,05 ist. Für ausführlichere Erläuterungen sei auf die angegebene Literatur verwiesen.)

## Bedeutung des Gesetzes
Bei dem Gesetz der Verteilung rhythmischer Einheiten verschiedener Längen handelt es sich um eine recht neue (Wieder)-Entdeckung eines Sprachgesetzes durch die Quantitative Linguistik, die einmal mehr ihre Ansicht bestätigt sieht, dass die Sprachverwendung ebenso wie das Sprachsystem durch Gesetze gesteuert wird.

### Zur Marbe-Schule
- Karl-Heinz Best: Karl Marbe (1869–1953). In: Glottometrics 9, 2005, Seite 74–76. Volltext (PDF). (Der Beitrag gibt eine biographische Skizze und geht auf Marbes Bemühungen um die Analogie sowie seine Untersuchung des Prosarhythmus ein, der sich eine Reihe seiner Schüler und spätere Linguisten anschlossen. Hierin besteht Marbes Bedeutung für die Quantitative Linguistik.)
- Martin Friedmann: Der Prosarhythmus des Hebräischen im alten Testament. Diss. phil., Würzburg 1921/22.
- Friedrich Gropp: Zur Ästhetik und statistischen Beschreibung des Prosarhythmus. Königliche Universitätsdruckerei H. Stütz, Würzburg 1915. (= Diss. phil., Würzburg 1915)
- E. G. Kagarov: Sur le rythme du langage prosaïque russe, in: Comptes-Rendus de l'Académie des Sciences de l'URSS 1928 (Е. Г. Кагаров: О ритме русской прозаической речи, in: Доклады Академии Наук СССР 1928)
- Abram Lipsky: Rhythm as a distinguishing characteristic of prose style. In: Archives of Psychology 4, June 1907.
- Karl Marbe: Über den Rhythmus der Prosa. J. Ricker’sche Verlagsbuchhandlung, Giessen 1904.
- Hugo Unser: Über den Rhythmus der deutschen Prosa. Universitäts-Buchdruckerei von J. Hörning, Heidelberg 1906. (= Diss. phil., Freiburg)